# William Wallace Atterbury
William Wallace Atterbury, ameriški general, * 31. januar 1866, † 20. september 1935.